# Сен-Леон-сюр-Везер
Сен-Леон-сюр-Везер (фр. Saint-Léon-sur-Vézère) — коммуна на юго-западе Франции в департаменте Дордонь административного региона Аквитания.
Поселение включено в список «Самые красивые города Франции».

## География
Коммуна, как видно из её названия, расположена на берегу реки Везер, которая в этом месте образует два последовательных меандра. Коммуна находится на юго-востоке департамента Дордонь, в исторической области Чёрный Перигор.
Минимальная высота местности, 62 метра, приходится на юго-запад коммуны, на русло реки Везер. Максимальная высота местности, 260 метров, приходится на север коммуны, где расположен район Argiller.
Поселение Сен-Леон-сюр-Везер расположено на берегу реки и через него пролегает департаментская дорога 66. Коммуна находится в 8 километрах по прямой юго-западнее Монтиньяка, и в 11 километрах северо-восточнее коммуны Ле-Эзи-де-Тайак-Сирёй.

## Достопримечательности
- Шато Шабан, XIII—XVI века, объект внесён в дополнительный список исторических памятников[2], посещение возможно.
- Шато Клеран, XVI век, находится на берегу Везера.
- Усадьба Ла-Саль (фр. Manoir de la Salle), XV век, частное владение. В 1957 году её фасады и кровля классифицированы как национальный исторический памятник.
- Романская церковь святого Леонсия, XII век, покрыта плитняком. С 1942 года классифицированный исторический памятник. Церковь[3] принадлежала бенедиктинскому приорству, которое упомянуто в булле папы Евгения III в 1153 году. Его построили на месте прежней галло-римской виллы. Приорство подчинялось аббатству Сарла. Приор Guillaume de Sendreux стал епископом Сарла в 1334 году. В период религиозных войн в церкви обосновались протестанты. Местный сеньор Жан де Лосс сражался с ними. Паводок 1961 года нарушил устойчивость церкви и были предприняты восстановительные работы. В проекции церковь представляет собой латинский крест с апсидой и сводчатыми апсидиолами.
- Три значительных первобытных пещерных жилища: Sous le Roc (классифицировано в 1912 году), Ле Мустье и Ла Рошетт (оба классифицированы в 1932 году).